# Sénateurs désignés par l'Assemblée d'Estrémadure
Les sénateurs désignés par l'Assemblée d'Estrémadure représentent la communauté autonome d'Estrémadure au Sénat espagnol.

## Normes et désignation
La faculté pour chaque communauté autonome de désigner un ou plusieurs sénateurs au Sénat, conçu comme une chambre de représentation territoriale, est énoncée à l'article 69, alinéa 5, de la Constitution espagnole de 1978. La désignation est régie par l'article 16 du statut d'autonomie de l'Estrémadure ainsi que par le règlement de l'Assemblée,.
Seuls peuvent être désignés sénateurs des députés de l'Assemblée d'Estrémadure. Une fois élus sénateurs, ceux-ci peuvent choisir de conserver leur siège de parlementaire régional ou de démissionner de celui-ci sans incidence sur le mandat de sénateur acquis. Après la tenue des élections régionales et la constitution de l'Assemblée, le président de celle-ci demande à la délégation du gouvernement en Estrémadure un certificat mentionnant la population de droit au moment des dernières élections générales. Il revient ensuite au bureau de l'Assemblée, en collaboration avec la junte des porte-parole, de fixer le nombre de sénateurs devant être désignés par l'Assemblée. Les sièges sont ensuite répartis proportionnellement entre les groupes parlementaires. Les groupes sont chargés de présenter leurs candidats dans le délai imparti par le bureau. La liste unique est ensuite soumise au vote de l'ensemble des députés dans un délai qui ne peut excéder celui d'un mois à compter de la séance constitutive de l'Assemblée. En cas de vacance, le groupe dont est issu le sénateur démissionnaire est chargé de proposer un nouveau candidat.
La dissolution de l'Assemblée d'Estrémadure met fin au mandat des sénateurs désignés, ceux-ci restent néanmoins en poste jusqu'à la désignation des nouveaux sénateurs. En cas de dissolution du Sénat, les sénateurs désignés restent en place sans nécessité d'un nouveau vote.

## Synthèse
| AP    |       | 1 | 1 |   |   |   |   |   |   |   |   |   |   |   |   |   |  |  |  |  |
| PSOE  |       | 1 | 1 | 2 | 2 | 2 | 2 | 1 | 1 | 1 | 1 | 1 | 1 | 1 | 1 | 1 |  |  |  |  |
| PP    |       |   |   |   |   |   |   | 1 | 1 | 1 | 1 | 1 | 1 | 1 | 1 |   |  |  |  |  |
| VOX   |       |   |   |   |   |   |   |   |   |   |   |   |   |   |   | 1 |  |  |  |  |
|       |       |   |   |   |   |   |   |   |   |   |   |   |   |   |   |   |  |  |  |  |
| Total | Total | 2 | 2 | 2 | 2 | 2 | 2 | 2 | 2 | 2 | 2 | 2 | 2 | 2 | 2 | 2 |  |  |  |  |

## Législatures

### Ire
| Parti | Parti | Sénateurs désignés             | Voix        |
| ----- | ----- | ------------------------------ | ----------- |
| PSOE  |       | Antonio Bermejo Redondo        | Assentiment |
| AP    |       | Javier Sánchez Lázaro-Carrasco | Assentiment |

- Désignation : 7 septembre 1983.

| Parti | Parti | Sénateurs désignés          | Voix        |
| ----- | ----- | --------------------------- | ----------- |
| PSOE  |       | Antonio Bermejo Redondo     | Assentiment |
| AP    |       | Adolfo Díaz-Ambrona Bardají | Assentiment |

- Désignation : 10 juillet 1986.

### IIe
| Parti | Parti | Sénateurs désignés              | Voix |
| ----- | ----- | ------------------------------- | ---- |
| PSOE  |       | Federico Suárez Hurtado         | 34   |
| PSOE  |       | Francisco Carlos España Fuentes | 34   |

- Désignation : 31 juillet 1987.

| Parti | Parti | Sénateurs désignés              | Voix |
| ----- | ----- | ------------------------------- | ---- |
| PSOE  |       | Federico Suárez Hurtado         | 32   |
| PSOE  |       | Francisco Carlos España Fuentes | 32   |

- Désignation : 9 novembre 1989.

### IIIe
| Parti | Parti | Sénateurs désignés              | Voix |
| ----- | ----- | ------------------------------- | ---- |
| PSOE  |       | Federico Suárez Hurtado         | 39   |
| PSOE  |       | Francisco Carlos España Fuentes | 39   |

- Désignation : 9 juillet 1991.

| Parti | Parti | Sénateurs désignés               | Voix |
| ----- | ----- | -------------------------------- | ---- |
| PSOE  |       | Federico Suárez Hurtado          | 39   |
| PSOE  |       | Matías Martínez-Pereda Rodríguez | 39   |

- Désignation : 23 juin 1993.

### IVe
| Parti | Parti | Sénateurs désignés             | Voix        |
| ----- | ----- | ------------------------------ | ----------- |
| PSOE  |       | Federico Suárez Hurtado        | Assentiment |
| PP    |       | Jesús Vicente Sánchez Cuadrado | Assentiment |

- Désignation : 11 juillet 1995.

| Parti | Parti | Sénateurs désignés             | Voix |
| ----- | ----- | ------------------------------ | ---- |
| PSOE  |       | Federico Suárez Hurtado        | 56   |
| PP    |       | Jesús Vicente Sánchez Cuadrado | 56   |

- Désignation : 14 mars 1996.

### Ve
| Parti | Parti | Sénateurs désignés             | Voix |
| ----- | ----- | ------------------------------ | ---- |
| PSOE  |       | Federico Suárez Hurtado        | 61   |
| PP    |       | Jesús Vicente Sánchez Cuadrado | 61   |

- Désignation : 15 juillet 1999.

### VIe
| Parti | Parti | Sénateurs désignés              | Voix |
| ----- | ----- | ------------------------------- | ---- |
| PSOE  |       | Francisco Fuentes Gallardo      | 62   |
| PP    |       | Carlos Javier Floriano Corrales | 62   |

- Désignation : 23 juin 2003.

### VIIe
| Parti | Parti | Sénateurs désignés              | Voix        |
| ----- | ----- | ------------------------------- | ----------- |
| PSOE  |       | Francisco Fuentes Gallardo      | Assentiment |
| PP    |       | Carlos Javier Floriano Corrales | Assentiment |

- Désignation : 27 juin 2007.
- Carlos Floriano (PP) est remplacé le 3 avril 2008 par José Antonio Monago Terraza par assentiment.
  - José Antonio Monago (PP) démissionne le 8 juillet 2011.

### VIIIe
| Parti | Parti | Sénateurs désignés         | Voix |
| ----- | ----- | -------------------------- | ---- |
| PP    |       | Diego Sánchez Duque        | 61   |
| PSOE  |       | Francisco Fuentes Gallardo | 61   |

- Désignation : 21 juillet 2011.

### IXe
| Parti | Parti | Sénateurs désignés    | Voix |
| ----- | ----- | --------------------- | ---- |
| PSOE  |       | Rafael Lemus Rubiales | 55   |
| PP    |       | Diego Sánchez Duque   | 55   |

- Désignation : 21 juillet 2015.

### Xe
| Parti | Parti | Sénateurs désignés          | Voix |
| ----- | ----- | --------------------------- | ---- |
| PSOE  |       | Rafael Lemus Rubiales       | 54   |
| PP    |       | José Antonio Monago Terraza | 54   |

- Désignation : 18 juillet 2019.

### XIe
| Parti | Parti | Sénateurs désignés           | Voix |
| ----- | ----- | ---------------------------- | ---- |
| PSOE  |       | Guillermo Fernández Vara     | 60   |
| Vox   |       | Ángel Pelayo Gordillo Moreno | 60   |

- Désignation : 20 juillet 2023.